# Leevi Lehto
Leevi Lehto (ur. 23 lutego 1951 w Asikkalau, zm. 22 czerwca 2019 w Helsinkach) – fiński poeta, tłumacz, programista.

## Życiorys
Po zadebiutowaniu poetyckim w 1967 roku opublikował sześć tomów poezji, najsłynniejsze z nich to powieść Janajevin unet (1991) i eksperymentalna proza Päivä (2004). Działał w polityce lewicowej (w latach 70.) i pracował jako dyrektor korporacyjny w przemyśle komunikacyjnym (w latach 90.). Znany był również z eksperymentów w pisaniu cyfrowym, takich jak Google Poem Generator.
Jego tłumaczenia, łącznie około czterdziestu książek, obejmują zarówno filozofię, socjologię i poezję, w tym prace: Louisa Althussera, Gillesa Deleuze’a, George’a Orwella, Stephena Kinga, Iana McEwana, Josefa Škvorecký’ego, Waltera Benjamina, Johna Keatsa, Johna Ashbery’ego, Mickeya Spillane’a i Charlesa Bernsteina. Jego ostatnim przetłumaczonym dziełem było dzieło Ulisses Jamesa Joyce’a.
Uczył poezji w Critical Academy w Helsinkach i był przewodniczącym grupy planowania na dorocznej konferencji Helsińska Konferencja Poetyczna, członkiem grupy Seminarium poezji dźwiękowej w Kuopio, odpowiedzialnej za serię książek poetyckich „poEsia” (Nihil Interit i Kirja Kerrallaan), członek Rady Redakcyjnej Sibili, brazylijskiego magazynu poezji i redaktor współpracujący z amerykańskim Electronic Poetry Center (EPC). Pierwszy tom poezji Leevi Lehto w języku angielskim, Jezioro Onega i inne wiersze, był publikowany przez Salt Publishing w listopadzie 2006 roku.
Lehto zmarł w dniu 22 czerwca 2019 roku, w wieku 68 lat, przyczyną śmierci był zanik wieloukładowy.